# 野上氏

家紋 丸に違い鷹の羽 （武蔵丹党）
家紋 丸に木瓜 （武蔵丹党）
家紋 丸に二つ引 （本姓不詳）

野上氏（のがみし）は日本の氏族。

## 野上氏とは
- 野上連 魏族。近衛将監筑紫史広島、野上連の姓を賜るという[1]。
- 清和源氏武田氏族。石見国の名族。以下で解説する[2]。
- 桓武平氏三浦氏族。以下で解説する[1]。

## 清和源氏武田氏族
石見国の名族に野上氏あり。同氏は本姓 源氏。家系は清和天皇第六皇子 貞純親王の王子 経基王を祖とする清和源氏で、その二代源満仲の四男 頼信を祖とする河内源氏の二代 頼義の三男 新羅三郎義光の三男 武田冠者義清の四男 安田義定の流れを汲む武田氏の傍流にあたる。即ち義定の子 安田義資、父ともども梶原景時の讒言により罪を得て斬られるも族滅免れ、遺児の逸見右馬允義広（母は三浦義具の女）、同族 諏訪氏の下に身を寄せ、野上庄司正任の女を妻とする。子 野上太郎左衛門尉義正は石見国に下り、御神本氏に身を寄せる。その後、梶原景時父子が政争にて鎌倉を追われ、討たれると、同国の益田兼栄を頼り、北条義時に愁訴に及び同国木東郷に地田130町を賜るという。

## 桓武平氏三浦氏族
常陸国久慈郡野上邑より起こる。本姓は平氏。家系は桓武天皇第三皇子 葛原親王の王子 高見王が子 高望王を祖とする桓武平氏でその五男 村岡五郎こと平良文の流れを汲む三浦氏の支流にあたる。永正（1504年～1520年）の頃、野上監助兼良の名が見える。同氏は佐竹氏の家臣にも連なり、『佐竹知行目録』には久慈郡窪之内に八貫五百文の知行を食む武士として野上太郎左衛門の名が見える。

## 常陸国の野上氏
なお、常陸国には上記の平姓野上氏の他、武蔵丹党の家系、本姓不詳の家系がある。家紋については武蔵丹党の野上氏が丸に違い鷹の切る、丸に木瓜、丸に雁木扇、本姓不詳の家が丸に二つ引を使用する。

### 秋田藩士 野上氏
上記 桓武平氏流野上氏の流れで常陸国の野上氏で慶長7年（1602年）、佐竹氏の秋田転封に随行する家系として2家あり。ひとつは野上対馬の家系。
```
系譜 野上対馬―忠右衛門―久重―藤左衛門成久富
```

いま一つは次郎兵衛の家系である。同家は慶長7年（1602年）、通光の代に常陸国より秋田転封に随行する。
```
系譜 野上次郎兵衛―通光―通種―通定―通能
```

### 尊王志士・義民として活躍した野上氏
- 野上大内蔵 常陸国那珂郡村松村の修験で法名は竜蔵院。目見格。諱は義路。天狗党の乱に加わり、慶応元年（1865年）7月23日、下総国高岡で獄死。享年47。靖国神社[5]。
- 野上久吉 那珂郡八田村の百姓。組頭。天狗党に加わり、捕らわれて慶応元年（1865年）5月3日、武蔵国川越で獄死。享年47（44とも）、靖国神社合祀[6]。
- 野上藤蔵 那珂郡八田村の百姓。諱は光政。組頭。慶応元年（1865年）6月1日、武蔵国川越で獄死。享年51。靖国神社合祀[7]。
- 野上喜十郎 那珂郡八田村の百姓。諱は維重。天狗党に加わり、捕らわれて慶応元年（1865年）7月、獄死。享年24。靖国神社合祀[8]。
- 野上源次平 那珂郡若林村の百姓。組頭。慶応2年（1866年）6月16日、江戸佃島で獄死。享年59。靖国神社合祀[9]。
- 野上利平 那珂郡若林村の百姓。利兵衛とも。諱は為如。慶応2年（1866年）8月5日、水戸で獄死。享年46（48とも）。靖国神社合祀[10]。